# La Mata (les Preses)
La Mata és un mas del municipi de les Preses inclòs en l'Inventari del Patrimoni Arquitectònic de Catalunya.

## Descripció
Edifici civil molt allargat i de dimensions considerables amb una teulada a dues vessants. A la façana principal hi ha un portal dovellat que dona al carrer. Hi ha també finestres de pedra treballada. A la banda d'aquesta façana hi ha una galeria i un passadís-pont que uneix l'edifici, tot fent unes arcades, a una part més vella.
Hi ha llindes a terra amb les dates de 1639. Al costat d'aquest edifici s'hi troba una cabana singular de grans dimensions i en la que ressalta una àmplia arcada semicircular.

## Història
El mas se cita per primera vegada l'any 971 en un document on es reconeixen els béns del comte de Besalú pel bisbe.
La pairalia manté la noblesa pagesa. L'arbre genealògic que conserva la família ens mena l'any 1099. Al segle xiv Guillem de Mata construí la casa Matabosch i uní el seu cognom amb "bosc" per estar emplaçada al costat del Bosc de Tosca. L'actual mas ha sofert moltes transformacions, principalment als segles XVII-XVIII.
La nissaga Mata, de caràcter noble, és un bon exemplar de la puixança d'una pairalia que ha anat adquirint un fort patrimoni i un pes primordial en l'economia agrària de la zona.